# Кальман Ковач (футболіст, 1965)
Кальман Ковач (угор. Kovács Kálmán, нар. 11 вересня 1965, Будапешт) — угорський футболіст, що грав на позиції нападника.
Виступав, зокрема, за клуби «Гонвед» та «Осер», а також національну збірну Угорщини, у складі якої був учасником чемпіонату світу 1986 року.

## Клубна кар'єра
У дорослому футболі дебютував 1983 року виступами за команду «Гонвед», в якій провів шість сезонів, взявши участь у 142 матчах чемпіонату. Більшість часу, проведеного у складі «Гонведа», був основним гравцем атакувальної ланки команди. За цей час п'ять разів вигравав чемпіонат Угорщини і ще двічі ставав володарем національного кубка. Крім того, Ковач став найкращим бомбардиром Кубка УЄФА 1987/88, забивши на турнірі 6 голів, хоча команда вилетіла ще на стадії 1/8 фіналу.
1989 року Ковач перейшов у французький «Осер», де відразу став одним з головних бомбардирів команди, маючи середню результативність на рівні 0,39 гола за гру першості й забивши 34 голи за два сезони чемпіонату. У третьому сезоні результативність угорця впала і навесні 1992 року він повернувся в «Гонвед», де до кінця сезону 1991/92 він забив 10 голів у 10 іграх чемпіонату.
У сезоні 1992/93 Ковач виступав за «Валансьєнн», але не зумів врятувати команду від вильоту з вищого французького дивізіону, після чого перейшов у бельгійський «Антверпен», але там основним гравцем не став і у сезоні 1994/95 знову виступав за рідний «Гонвед».
Сезон 1995/96 Ковач провів у кіпрському АПОЕЛі, вигравши чемпіонат та кубок країни, а потім недовго пограв за друголіговий швейцарський «Делемон».
Завершив ігрову кар'єру у рідній команді «Гонвед». Ковач повернувся до неї 1997 року і захищав її кольори до припинення виступів на професійному рівні у 1998 році. Після закінчення своєї кар'єри uhfdwz він працював технічним директором у «Гонведі», а також з'являвся як експерт на кількох угорських телеканалах, зокрема під час чемпіонату світу 2006 року.

## Виступи за збірні
У складі юнацької збірної Угорщини (U-18) Ковач став переможцем юнацького чемпіонату Європи 1984 року в СРСР, обігравши у фіналі в серії пенальті господарів турніру. Цей результат дозволив угорцям кваліфікуватись на молодіжний чемпіонат світу 1985 року, який теж пройшов у СРСР. Там Ковач зіграв у всіх трьох іграх, але його команда не вийшла з групи.
16 жовтня 1985 року дебютував в офіційних іграх у складі національної збірної Угорщини у товариському матчі проти Уельсу (3:0).
У складі збірної був учасником чемпіонату світу 1986 року у Мексиці. На цьому турнірі він зіграв лише одну гру, з Францією (0:3), а угорці не змогли подолати груповий етап.
Загалом протягом кар'єри у національній команді, яка тривала 11 років, провів у її формі 56 матчів, забивши 19 голів.

## Титули і досягнення

### Командні
- Чемпіон Угорщини (5):

«Гонвед»: 1983/84, 1984/85, 1985/86, 1987/88, 1988/89
- Володар Кубка Угорщини (2):

«Гонвед»: 1984/85, 1988/89
- Чемпіон Кіпру (1):

АПОЕЛ: 1995/96
- Володар Кубка Кіпру (1):

АПОЕЛ: 1995/96
- Володар Суперкубка Кіпру (1):

АПОЕЛ: 1996
- Чемпіон Європи (U-18): 1984

### Особисті
- Найкращий бомбардир: Кубок УЄФА 1987-1988 (6 м'ячів, разом з Кеннет Брюлле-Ларсеном та Дімітрісом Саравакосом)